# Bouvines

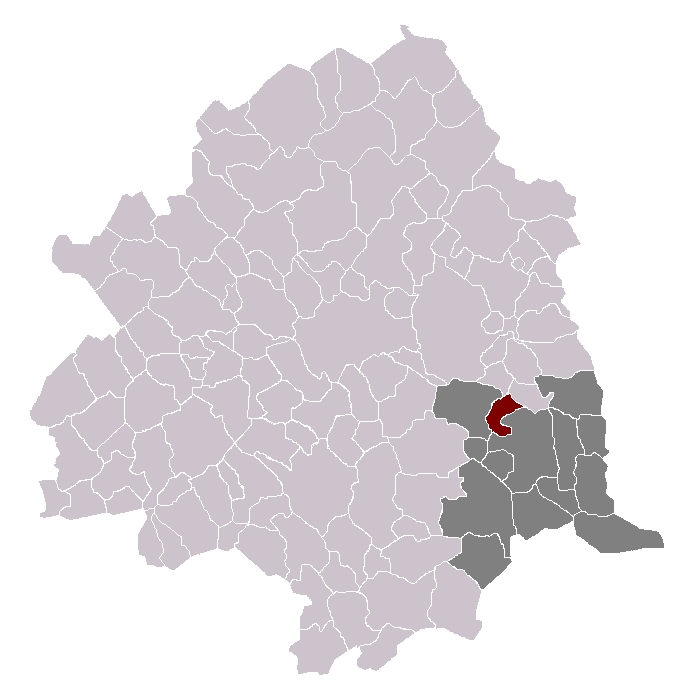
Localització de Bouvines

Bouvines és un municipi francès, situat a la regió dels Alts de França, al departament del Nord. L'any 2006 tenia 723 habitants. Limita al nord-est amb Gruson, al sud-est amb Cysoing i a l'oest amb Sainghin-en-Mélantois. El 1214 fou escenari de la batalla de Bouvines.

## Demografia
| 1962                                       | 1968 | 1975 | 1982 | 1990 | 1999 | 2006 |
| ------------------------------------------ | ---- | ---- | ---- | ---- | ---- | ---- |
| 556                                        | 560  | 611  | 577  | 683  | 772  | 723  |
| Des de 1962: població sense dobles comptes |      |      |      |      |      |      |

## Administració
| Període   | Identitat     | Partit |
| --------- | ------------- | ------ |
| 1991-2007 | Jean Noël     |        |
| 2007-     | Alain Bernard |        |